# 요시노 교헤이
요시노 교헤이(일본어: 吉野 恭平, 1994년 11월 8일~)는 일본의 축구 선수이다.

## 구단 경력
그는 2013년부터 2023년까지 J리그의 도쿄 베르디, 산프레체 히로시마, 교토 상가 FC, 베갈타 센다이, 요코하마 FC에서 활동하였다.

## 국가대표팀 경력
그는 2013년 AFC U-22 축구 선수권 대회에 참가할 일본 국가대표팀에 발탁되었다. 2014년 아시안 게임에도 출전했다.